# Dompierre-sur-Mont
Dompierre-sur-Mont ist eine Gemeinde im französischen Département Jura in der Region Bourgogne-Franche-Comté.

## Geographie
Dompierre-sur-Mont liegt auf 515 m, etwa 14 Kilometer südsüdöstlich der Stadt Lons-le-Saunier (Luftlinie). Das Haufendorf erstreckt sich im Jura, auf einem Plateau zwischen den Höhen des Bois du Crotard im Westen und des Mont Chavet im Osten.
Die Fläche des 7,37 km² großen Gemeindegebiets umfasst einen Abschnitt des französischen Juras. Der Hauptteil des Gebietes wird von einem ausgedehnten Plateau eingenommen, das durchschnittlich auf 510 m liegt und überwiegend von Acker- und Wiesland bestanden ist. Die Ebene ist teilweise vermoort und wird durch den Bach Thoreigne entwässert. In geologischer Hinsicht bildet sie eine Synklinale des westlichen Juras. Begrenzt wird das Plateau im Osten vom Höhenrücken des Mont Chavet, an dem mit 644 m die höchste Erhebung von Dompierre-sur-Mont erreicht wird. Nach Norden erstreckt sich das Gemeindeareal auf den Höhenrücken des Bois du Chanois (bis 605 m). 
Nachbargemeinden von Dompierre-sur-Mont sind Alièze und Marnézia im Norden, Mérona im Osten, Orgelet im Süden sowie Présilly im Westen.

## Geschichte
Das Gemeindegebiet von Dompierre-sur-Mont war bereits in vorgeschichtlicher Zeit und während der gallorömischen Zeit besiedelt. Erstmals urkundlich erwähnt wird Dompierre im 12. Jahrhundert. Der Ortsname leitet sich von Dominus Petrus her. Im Mittelalter gehörte Dompierre zur Baronie Orgelet. Im Jahr 1639 wurde das Dorf von Marquis de Villeroy gebrandschatzt. Zusammen mit der Franche-Comté gelangte Dompierre mit dem Frieden von Nimwegen 1678 an Frankreich. Um Verwechslungen mit anderen Gemeinden gleichen Namens zu vermeiden, wurde Dompierre 1901 offiziell in Dompierre-sur-Mont umbenannt.

## Sehenswürdigkeiten

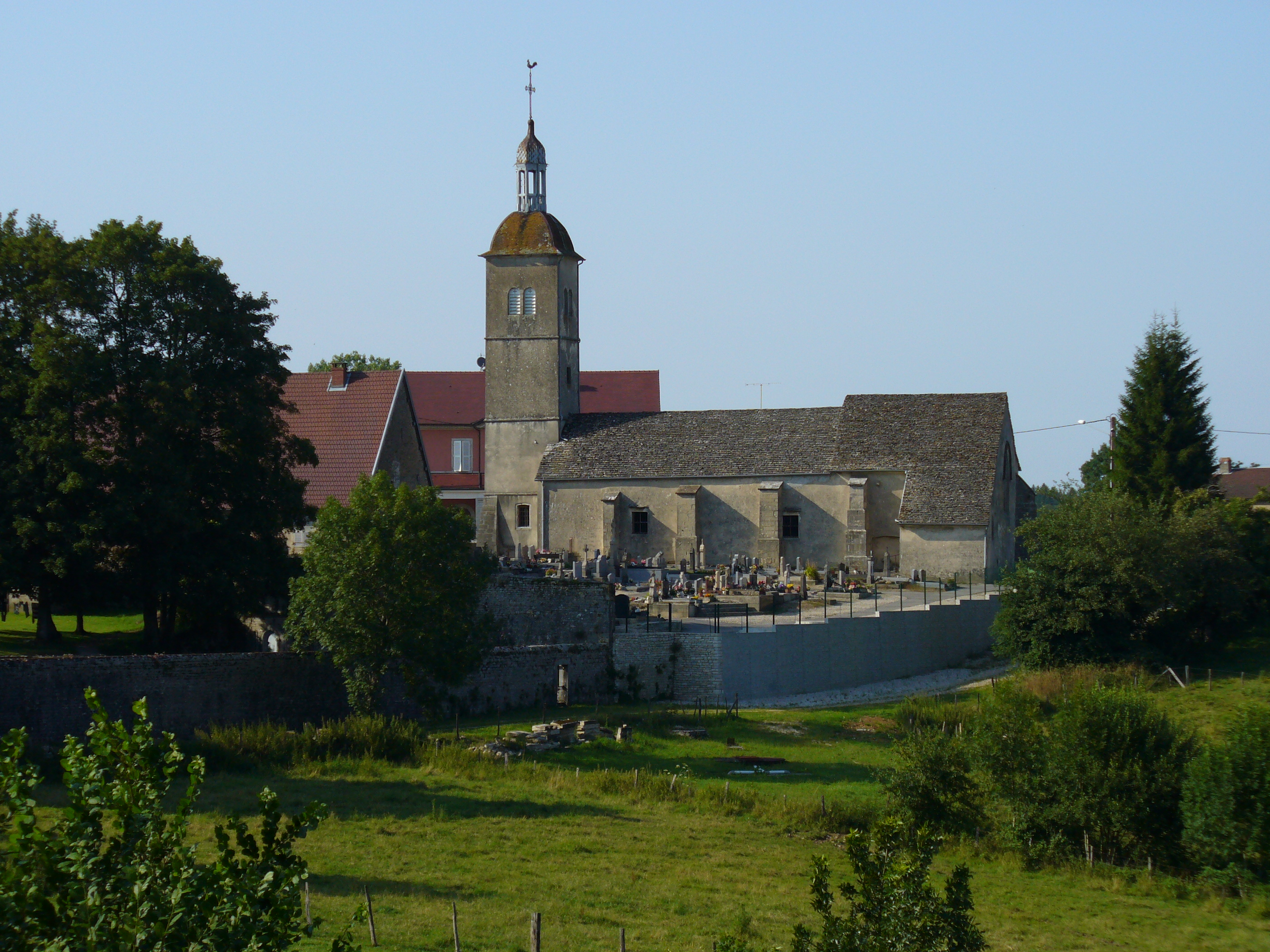
Kirche Saint-Pierre et Saint-Paul

Die Dorfkirche Saint-Pierre et Saint-Paul in Dompierre-sur-Mont wurde im 16. Jahrhundert erbaut und im 18. Jahrhundert umgestaltet.

## Bevölkerung
| Jahr                       | 1962 | 1968 | 1975 | 1982 | 1990 | 1999 | 2008 | 2017 |
| Einwohner                  | 143  | 116  | 138  | 193  | 171  | 179  | 234  | 230  |
| Quellen: Cassini und INSEE |      |      |      |      |      |      |      |      |

Mit 210 Einwohnern (Stand 1. Januar 2022) gehört Dompierre-sur-Mont zu den kleinen Gemeinden des Départements Jura. Nachdem die Einwohnerzahl in der ersten Hälfte des 20. Jahrhunderts deutlich abgenommen hatte (1881 wurden noch 291 Personen gezählt), wurde besonders während der 1970er Jahre wieder ein Bevölkerungswachstum verzeichnet.

## Wirtschaft und Infrastruktur
Dompierre-sur-Mont war bis weit ins 20. Jahrhundert hinein ein vorwiegend durch die Landwirtschaft und die Forstwirtschaft geprägtes Dorf. Daneben gibt es heute einige Betriebe des lokalen Kleingewerbes. Mittlerweile hat sich das Dorf auch zu einer Wohngemeinde gewandelt. Viele Erwerbstätige sind Wegpendler, die in den größeren Ortschaften der Umgebung ihrer Arbeit nachgehen.
Die Ortschaft ist verkehrstechnisch recht gut erschlossen. Sie liegt nahe der Hauptstraße D52, die von Lons-le-Saunier nach Saint-Claude führt. Weitere Straßenverbindungen bestehen mit Présilly und Poids-de-Fiole.